# سومیکا نونو
سومیکا نونو (انگلیسی: Sumika Nono؛ زادهٔ ۲۷ فوریهٔ ۱۹۸۷) بازیگر اهل ژاپن است. وی از سال ۲۰۰۵ میلادی تاکنون مشغول فعالیت بوده‌است.